# Pachycladon wallii
Pachycladon wallii är en korsblommig växtart som först beskrevs av Carse, och fick sitt nu gällande namn av Peter B. Heenan och A.D. Mitchell. Pachycladon wallii ingår i släktet Pachycladon och familjen korsblommiga växter. Inga underarter finns listade i Catalogue of Life.